# Miss International 1996
Miss International 1996, trentaseiesima edizione di Miss International, si è tenuta presso il Kanazawa Kagekiza di Kanazawa il 26 ottobre 1996. La portoghese Fernanda Alves è stata incoronata Miss International 1996.

## Risultati

### Piazzamenti
| Risultato finale        | Concorrente |
| ----------------------- | --- |
| Miss International 1996 | - Portogallo - Fernanda Alves |
| 2ª classificata         | - Tunisia - Ibticem Lahmar |
| 3ª classificata         | - Colombia - Claudia Inés de Torcoroma Mendoza Lemus |
| Finaliste               | - Australia - Kylie Ann Watson - Bolivia - Elka Pacheco - Corea del Sud - Kim Jung-Hwa - Filippine - Yedda Marie Mendoza Kittilstved - Giappone - Akiko Sugano - Grecia - Rania Likoudi - Norvegia - Eva-Charlotte Stenset - Nuova Caledonia - Tania Lise Chitty - Spagna - Rosa María Teixidor Casado - Turchia - Gokce Yanardag - Ucraina - Nataliya Vasilievna Kozitskaya - Venezuela - Carla Andreína Steinkopf Struve |

### Riconoscimenti speciali
| Riconoscimento        | Concorrente                                          |
| --------------------- | ---------------------------------------------------- |
| Miss Friendship       | - Isole Marianne Settentrionali - Kathleen Williams  |
| Miss Photogenic       | - Corea del Sud - Kim Jung-Hwa                       |
| Miss National Costume | - Colombia - Claudia Inés de Torcoroma Mendoza Lemus |

## Concorrenti
- Argentina - Maria Xenia Bordón
- Aruba - Julisa Marie Lampe
- Australia - Kylie Ann Watson
- Belgio - Barbara Van der Beken
- Bolivia - Elka Grothenhorst Pacheco
- Brasile - Ana Carina Góis Homa
- Cile - Alexandra De Granade Errázuriz
- Colombia - Claudia Inés de Torcoroma Mendoza Lemus
- Corea del Sud - Kim Jung-hwa
- Figi - Ranjani Roshini Dayal
- Filippine - Yedda Marie Mendoza Kittilsvedt
- Finlandia - Ulrika Therese Wester
- Francia - Nancy Cornelia Delettrez
- Germania - Andrea Walaschewski
- Giappone - Akiko Sugano
- Grecia - Rania Likoudi
- Guatemala - Karla Hannelore Beteta Forkel
- Hawaii - Kam Au
- Hong Kong - Fiona Yuen Choi-Wan
- India - Fleur Dominique Xavier
- Islanda - Audur Geirsdóttir
- Isole Marianne Settentrionali - Kathleen Williams
- Israele - Ann Konopny
- Lussemburgo - Christiane Lorent (Europe 96)
- Macedonia - Aleksandra Petko Petrovska
- Malta - Mary Farrugia
- Norvegia - Eva-Charlotte Stenset
- Nuova Caledonia - Tania Lise Chitty
- Paesi Bassi - Leonie Maria Boon
- Panama - Betzy Janethe Achurra
- Paraguay - Claudia Rocío Melgarejo
- Polonia - Monika Marta Adamek
- Porto Rico - Lydia Guzmán López
- Portogallo - Fernanda Alves
- Rep. Ceca - Zdenka Zadrazilova
- Rep. Dominicana - Sandra Natasha Abreu Matusevicius
- Regno Unito - Shauna Marie Gunn
- Russia - Yuliya Vladimirovna Ermolenko
- Singapore - Carel Siok Liang Low
- Slovacchia - Martina Jajcayova
- Spagna - Rosa Maria Casado Teixidor
- Stati Uniti - Maya Yadira Kashak
- Togo - Amanda Adama Bawa
- Tunisia - Ibticem Lahmar
- Turchia - Gokce Yanardag
- Ucraina - Nataliya Vasilievna Kozitskaya
- Venezuela - Carla Andreína Steinkopf Struve
- Vietnam - Pham Anh Phuong